# لودویگ ویتگنشتاین
لودویگ یوزف یوهان ویتگنشتاین (به آلمانی: Ludwig Josef Johann Wittgenstein)‏ (آلمانی: [ˈlu:tvɪç ˈvɪtgənˌʃtaɪn]; لوتویش ویتگن‌اشتاین) (زادهٔ ۲۶ آوریل ۱۸۸۹ در شهر وین اتریش – درگذشت ۲۹ آوریل ۱۹۵۱ در شهر کمبریج، انگلستان) فیلسوف نامدار اتریشی قرن بیستم بود که باب‌های زیادی را در فلسفهٔ ریاضی، فلسفهٔ زبان، و فلسفهٔ ذهن گشود. از سال ۱۹۲۹ تا ۱۹۴۷، ویتگنشتاین در دانشگاه کمبریج تدریس کرد.
ویتگنشتاین برجسته‌ترین دانشجوی برتراند راسل است و راسل او را جانشین خود می‌دانست و از او به همراه راسل و گوتلوب فرگه و جرج ادوارد مور به عنوان پایه‌گذاران فلسفه تحلیلی یاد می‌شود.

## ویتگنشتاین و زبان
فلسفه ویتگنشتاین، پژواکی از تحولات زبانی است که از اواخر سده نوزدهم، پدیدار گشت. زبان در این دوره، نخست، تبدیل به موضوعی فلسفی شد و سپس با رویکرد تألیفی، ظهور کرد که امروزه از آن، به فلسفه زبان، تعبیر می‌کنیم. در فلسفه ویتگنشتاین هر دو کارکرد زبان شکل می‌گیرد. او در رساله منطقی- فلسفی که به سال ۱۹۲۱ انتشار داد، از «نظریه تصویری زبان» سخن می‌گوید اما در دوره فترت که فلسفه را رها کرد، به نظریه دوم می‌اندیشید و با بازگشت به فلسفه، پژوهش‌های فلسفی را تدوین کرد که دو سال پس از درگذشت وی به سال ۱۹۵۳ منتشر شد.
ویتگنشتاین تنها فیلسوفی است که تمامی آرا و آثار وی بر محور زبان استوار است. او معتقد است که تمام فلسفه نقادی زبان است. در هر دو دوره مقصد و غرض وی فهم ساختار و حدود زبان است وی در دوره نخست معتقد است که ساختار واقعیت، ساختار زبان را تعیین می‌کند و زبان نمی‌تواند جهان و واقعیت را برتاباند. این نظریه آن چنان ژرف صورت‌بندی و معماری شده بود که برتراند راسل را نیز به وجد آورده بود. ویتگنشتاین در مرحله دوم تأمل فلسفی خود، از رهیافت نخست انتقاد و آن را طرد می‌کند و در عوض هر گونه نظریه‌پردازی را نامربوط به فلسفه دانسته و معنا را در کاربرد زبان جستجو می‌کند که این کاربرد نیز تحت تأثیر توصیفی است که او تحت عنوان صورت زندگی از آن یاد می‌کند. در نتیجه نگرش تصویر گر بودن زبان را رد نموده و از آن می‌گوید که زبان چیزی بیرون از خودش که به اصطلاح «واقعیت» می‌نامیم را تصویر گری نمی‌کند زیرا اینکه «واقعیت» چیست بر اساس کاربرد زبان متعین می‌شود. در نتیجه در دوره دوم فلسفه ورزی اش کار فلسفه را روشن ساختن فریب زبان از طریق زبان می‌داند که از پی آن ساختگی بودن سوالات فلسفی عیان می‌گردد اما نه برای همیشه بلکه این مبارزه برای غلبه بر فریب همواره ادامه دارد و خاصیتی درمانی با خود دارد زیرا ما را از گیج شدن به وسیله زبان، با نشان دادن منطق چگونگیِ ایجادِ این پرسش، نجات خواهد.
ویتگنشتاین دوره دوم از آن می‌گوید که اصلاً این تصور که ریاضیات چیزی در «واقعیت» را نشان می‌دهد ناشی از نفهمیدن منطق زبان است که برای فهمیدن اش باید به این نگاه کنیم که هر مفهوم ریاضی در کجا به کار می‌رود و اینکه بگوییم چه چیز را در واقعیت نشان می‌دهد، بیانگر کاربرد متافیزیکی ای است مبنی بر اینکه گویی واقعیت جهان در بیرون از واقعیت ریاضی قرار گرفته و ریاضی از داخل واقعیت اش به داخل واقعیت دیگر اشاره می‌کند که این تصور اشتباهی است.
اینکه گمان می‌کنیم واژه «سیب» یا عدد «۱» به چیزی اشاره می‌کنند ناشی از این تصور است که ما با صرفاً «عمل اشاره» چیزها را می‌شناسیم درحالی‌که اینکه این دو دال را چگونه در یک «صورت زندگی» به کار می‌بریم تعیین می‌کند که اینها چیستند که خود این چیستی صرفاً با عمل اشاره نیست با نوع کاربردی است که از آن چیزها داریم مثلاً خود واژگان «شناختن» و «اشاره» با اشاره کردن آموخته نمی‌شوند اشاره کردن به یک شی یکی از کاربردهای عدد «۱» است. معنای همه واژگان در صورت زندگی ای که قرار گرفته‌اند فهمیده می‌شود نه در کاربردی کلی که در آن از کاربردهای دیگر آن غفلت می‌شود؛ مثلاً هنگام نظریه دادن در فلسفه و کاربرد متافیزیکی واژگان این غفلت مشهود است.
ویتگنشتاین دوره اول معتقد بود که زبان ذاتاً سرشت تصویری دارد و ساختار عالم، ساختار آن را تعیین می‌کند. فلسفه را نیز فعالیتی نقادی می‌داند که وظیفه آن روشن‌ساختن اندیشه‌هاست. اما در دوره متاخر از این عقیده صرف نظر کرد و اعتقاد داشت که زبان همچون ابزار است و برای فهم معنای زبان بایستی به کاربرد آن در زندگی مردم توجه کنیم. در این دوره او قایل بود که ساختار زبان ما بیانگر نحوه اندیشه ما در خصوص عالم واقعی است و فلسفه در نظر او نوعی درمانگری است و فیلسوف کسی است که بیماری‌های فهم انسان را علاج می‌کند.

## زندگی
لودویگ ویتگنشتاین متولد ۲۶ آوریل ۱۸۸۹ و هشتمین فرزند خانواده‌ای ثروتمند بود، پدرش کارل از صاحبان صنعت فولاد اتریش و مادرش لئوپولدینه عضو خانوادهٔ کالموس بود. او در کلیسای کاتولیک غسل تعمید داده شد ولی بسیاری از اجدادش یهودی بودند که بعضیشان پروتستان شده بودند با این‌حال مادرش کاتولیک بود ولی خانوادهٔ یهودی باعث دردسر او در دوران حکومت حزب نازی در اتریش بود. ویتگنشتاین مبتلا به اختلال آسپرگر بوده‌است.

### دوران اولیه زندگی
او دوران کودکی را تا سال ۱۹۰۳ در خانه درس خواند و چون یونانی بلد نبود در دبیرستان Gymnasium پذیرفته نشد و به دبیرستان رئال‌اسکول در لینتس فرستاده شد، یعنی جایی که آدولف هیتلر تحصیل می‌کرد و در ۱۹۰۵–۱۹۰۴ یعنی زمانی که هر دو ۱۴–۱۵ ساله بودند با او هم‌مدرسه شد. با این حال هیچ گونه مدرکی مبنی بر اینکه این دو با هم هم‌کلاسی بوده‌اند یا ارتباطی داشته‌اند وجود ندارد. حضور ویتگنشتاین در عکسی که از دوران دانش‌آموزی هیتلر وجود دارد بدون سند و مدرک است. او در این دوران علاقهٔ زیادی به فیزیک داشت و دوست داشت فیزیک را نزد بولتزمان ادامه دهد ولی بولتزمان در سال ۱۹۰۶ خودکشی کرد. در دورهٔ دبیرستان به غیر از کتاب‌های بولتزمان کتاب اصول مکانیک نوشتهٔ هرتس و کتاب مسائل جنسی و اخلاق نوشتهٔ واینینگر را می‌خواند. در خانوادهٔ او تجربهٔ خودکشی زیاد به‌چشم می‌خورد و او نیز دوران افسردگی را می‌گذراند، در سال ۱۹۰۴ بزرگ‌ترین برادرش در هاوانا خودکشی می‌کند و در پی آن خبر خودکشی برادر دیگرش در برلین می‌آید، بعدها در سال ۱۹۱۸ در پایان جنگ اول جهانی یک برادر دیگرش هم خودکشی می‌کند.

### دانشجویی
ویتگنشتاین در سال ۱۹۰۶ در رشتهٔ مکانیک وارد دانشگاه فنی برلین شد و در سال ۱۹۰۸ برای ادامه تحصیل در رشتهٔ هواپیماسازی به منچستر رفت. در دوران تحصیلش در این دانشگاه به علت علاقه به ریاضیات کتاب‌های اصول ریاضیات اثر راسل و قوانین اساسی اثر فرگه را خواند و برای نشان‌دادن نوشته‌های فلسفی خود -در زمینه‌های ریاضیات و منطق- به فرگه، به دیدن او در ینا رفت. فرگه او را به دانشگاه کمبریج برای تحصیل زیر نظر راسل معرفی کرد.
در سال ۱۹۱۱، با ارائه دست‌نوشته‌ها -و بحث طولانی که روی آن با راسل انجام می‌دهد- در رشته مبانی منطق و منطق ریاضی کالج ترینیتی قبول می‌شود و در کلاس‌های جرج ادوارد مور شرکت می‌کند. او همچنین به عضویت فعال انجمن علوم اخلاقی درآمده و دعوت به عضویت در انجمن «حواریون» می‌شود. در این دوران با دیوید پینزنت آشنا می‌شود و او به بهترین دوست او تبدیل می‌شود. در سال ۱۹۱۳ احساس می‌کند محیط آکادمیک که او را احاطه کرده‌است مانعی برای پرداختن به نظریاتش است بنابراین با دوستش به نروژ می‌رود و در آنجا با کار روی مبانی منطق، «یادداشت‌های منطق» را، که طرح اولیه از کتاب تراکتاتوس یا رساله منطقی-فلسفی است، به راسل ارائه می‌دهد.

### مرگ پدر و جنگ اول جهانی
با مرگ پدرش در اکتبر سال ۱۹۱۳ او ثروت زیادی به ارث می‌برد و در اسکولدن نروژ شروع به ساخت خانه‌ای ییلاقی برای خود می‌کند، همچنین به‌طور ناشناس ۱۰۰٬۰۰۰ کرون به شاعران و نویسندگان نیازمند از جمله ریلکه، کوکوشکا و تراکل اهدا می‌کند، همچنین در سال ۱۹۱۴ با آغاز جنگ اول جهانی به‌طور داوطلب به ارتش اتریش-مجارستان می‌پیوندد با انفجار در کارخانه اسلحه‌سازی محل خدمتش زخمی می‌شود و در سال ۱۹۱۵ به درخواست خودش در توپخانه فعالیت می‌کند و در سال ۱۹۱۶ به خط مقدم جنگ با روسیه اعزام می‌شود و افتخارات زیادی کسب می‌کند، در این دوران همواره در دفترچه یادداشتش نظریات فلسفی و مذهبی خود را انعکاس می‌دهد و کتاب‌هایی از تولستوی، امرسن و نیچه را مطالعه می‌کند، اعتقادات مذهبی که در اواخر عمر داشت (با وجود نفی روش مسیحیت)، را نشان تأثیر تولستوی بر افکار و فلسفه او می‌دانند.
در سال ۱۹۱۸ در نبرد نزدیکی آزیاگو ایتالیا نشان افتخار نظامی با شمشیر به او اهدا می‌شود و در ماه ژوئیه همان سال رساله را به زبان آلمانی به پایان می‌رساند ولی در ماه نوامبر به اسارت ایتالیایی‌ها در می‌آید و تا اوت ۱۹۱۹ دوران اسارت را می‌گذراند و متن رساله را برای راسل ارسال می‌کند و در سال ۱۹۲۰ اولین دورهٔ آموزگاریش را در تراترباخ اتریش جنوبی آغاز می‌کند و در سال‌های بعد در هسباخ، پوشبرگ و اوت رتال مشغول می‌شود.

### چاپ رساله و بازگشت به کمبریج
در سال ۱۹۲۱ رساله منطقی-فلسفی او به زبان آلمانی با پیشگفتار راسل در مجله Annalen der Naturphilosophie به چاپ می‌رسد و در سال ۱۹۲۲ ناشر انگلیسی کنگ پائول موافقت می‌کند رساله را به دو زبان آلمانی و انگلیسی چاپ کند و به پیشنهاد مور برای نسخه انگلیسی نام Tractatus Logico-Philosophicus را برمی‌گزیند. او که معتقد بود در رساله منطقی-فلسفی همه مسائل فلسفی را حل کرده‌است پس از نوشتن رساله کار فلسفی را کنار گذاشت و دوباره سراغ معلمی مدرسه ابتدایی رفت.
او در سال ۱۹۲۶ در پی رفتارش با یکی از شاگردان به دادگاه می‌رود و از آن پس دیگر آموزگاری را کنار می‌گذارد و به باغبانی می‌پردازد، در سال ۱۹۲۷ برنامه منظمی روزهای دوشنبه برای دیدار با اعضای حلقهٔ وین برپا می‌کند و با شنیدن سخنرانی براور در باب مبانی ریاضیات انگیزهٔ کارهای جدید را پیدا می‌کند و در سال ۱۹۲۹ به کمبریج بازمی‌گردد. در جلسه‌ای که راسل و مور ترتیب داده بودند رساله را به عنوان تز دکتری او می‌پذیرند. او سپس بورس تحقیقاتی از کمبریج دریافت می‌کند در این دوران فعالیت‌های دانشگاهی را ادامه می‌دهد و دفتر یادداشت‌های آبی و قهوه‌ای با محتوای درس‌هایش و خطاب‌هایی به شاگردان شکل می‌گیرد. تأثیر و فعالیت او در انجمن علوم اخلاقی در این دوران به اندازه‌ای ست که به او می‌گویند انجمن را به انحصار خود درآورده! و او داوطلبانه برای مدتی شرکت در جلسات را قطع می‌کند.

### پیوستن اتریش به آلمان

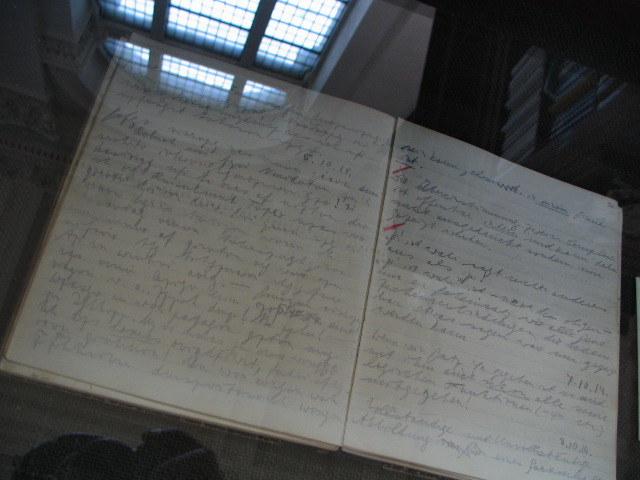
یادداشت‌های ویتگنشتاین در سال‌های ۱۹۱۴

وی در سال ۱۹۳۵–۱۹۳۶ با تمام‌شدن بورس تحقیقاتی‌اش به اتریش بازمی‌گردد و اثر مهم دیگر خود پژوهش‌های فلسفی را شروع می‌کند. در سال ۱۹۳۸ که اتریش به آلمان می‌پیوندد از انگلستان درخواست تابعیت می‌کند. در این دوران ریشه‌های یهودی وی برایش در آلمان مشکل‌ساز می‌شود. وی از اتریش می‌رود و در کمبریج دوباره مشغول به تدریس می‌شود. درس‌هایش در این دوره را با نام گفتگوها و درس‌گفتارها در باب زیبایی‌شناسی، روان‌شناسی و ایمان دینی پس از مرگش منتشر می‌شود.
در ۱۹۳۹ جنگ دوم جهانی آغاز می‌شود و ویتگنشتاین در سال‌های بین ۱۹۴۱–۱۹۴۴ در سمت دستیار در بیمارستانی در لندن و معاونت آزمایشگاهی در نیوکاسل کار می‌کند تا دوباره در ماه مارس ۱۹۴۴ به کمبریج بازمی‌گردد و به جای مور ریاست انجمن علوم اخلاقی را به دست می‌گیرد.

### دوران پایانی عمر
در سال ۱۹۴۷ از استادی استعفا می‌دهد و به ایرلند می‌رود و به نوشتن اشارات به فلسفه روان‌شناسی می‌پردازد در سال ۱۹۴۸ مدت کوتاهی دوباره به انگلستان بازمی‌گردد و به نوشتن در باب قطعیت می‌پردازد، در سال ۱۹۵۰ اشاراتی به رنگ را می‌نویسد و برای آخرین بار به نروژ سفر می‌کند و سپس به علت دچار شدن به سرطان غده پروستات به خانه دکتر ادوارد بوان در کمبریج نقل مکان می‌کند و در سال ۱۹۵۱ کار بیشتری روی درباب قطعیت آغاز می‌کند ولی در ۲۹ آوریل در خانه دکتر بوان از دنیا می‌رود، در حالی که به او می‌گوید: «به آنها بگو زندگی فوق‌العاده‌ای داشتم».

## آثار ترجمه‌شده به فارسی
- دربارهٔ رنگ‌ها، لودویگ ویتگنشتاین، لیلی گلستان (مترجم)، بابک احمدی (مقدمه)، تهران: نشر مرکز
- پژوهش‌های فلسفی، لودویگ ویتگنشتاین، فریدون فاطمی (مترجم)، تهران: نشر مرکز
- رساله منطقی - فلسفی، لودویگ ویتگنشتاین، شمس‌الدین ادیب سلطانی (مترجم)، تهران: امیرکبیر
- رساله منطقی - فلسفی، لودویگ ویتگنشتاین، سروش دباغ (مترجم)، تهران: هرمس
- در باب یقین، لودویگ ویتگنشتاین، مالک حسینی (مترجم)، تهران: هرمس
- فرهنگ و ارزش، لودویگ ویتگنشتاین، امید مهرگان (مترجم)، هایکی نیمان (گردآورنده)، گئورگ هنریک فون رایت (گردآورنده)، تهران: انتشارات گام نو
- برگه‌ها، لودویگ ویتگنشتاین، مالک حسینی (مترجم)، تهران: هرمس
- درس‌گفتارهای زیبایی‌شناسی ویتگنشتاین، لودویگ ویتگنشتاین، امید مهرگان (مترجم)، تهران: مؤسسه فرهنگی گسترش هنر - ۱۳۸۱
- لودویگ ویتگنشتاین، نامه‌هایی به پائول انگلمان و لودویش فون فیکر، لودویش ویتگنشتاین، امید مهرگان (مترجم)، تهران: فرهنگ کاوش - ۱۳۸۱
- یادداشت‌ها ۱۹۱۶–۱۹۱۴، لودویش ویتگنشتاین، موسی دیباج (مترجم)، مریم حیات شاهی (مترجم)، تهران: سعاد
- کتاب‌های آبی و قهوه‌ای: تمهیدات «پژوهش‌های فلسفی»، لودویش ویتگنشتاین، ایرج قانونی (مترجم)، تهران: نشر نی
- کتاب آبی، لودویگ ویتگنشتاین، مالک حسینی (مترجم)، تهران: هرمس
- ملاحظاتی راجع به شالوده ی ریاضیات ، لودویگ ویتگنشتاین ، () ( مترجم ) ، تهران : نیلاب - 1400 -1401